# Кастель-д'Аяно
Кастель-д'Аяно (італ. Castel d'Aiano) — муніципалітет в Італії, у регіоні Емілія-Романья,  метрополійне місто Болонья.
Кастель-д'Аяно розташований на відстані близько 300 км на північний захід від Рима, 37 км на південний захід від Болоньї.
Населення — 1898 осіб (2014).

## Демографія
Населення за роками:

Станом на 1 січня 2023 року в муніципалітеті офіційно проживало 157 іноземців з 26 країн, серед них 81 громадянин країн Євросоюзу та 3 громадяни України.

## Сусідні муніципалітети
- Гаджо-Монтано
- Монтезе
- Вергато
- Цокка